# Bec Rawlings
Rebecca Rawlings, detta Bec (Launceston, 11 febbraio 1989), è una lottatrice di arti marziali miste australiana nota anche, per un periodo, con il cognome da coniugata Hyatt.
Combatte nella divisione dei pesi paglia per l'organizzazione UFC.
In passato è stata una contendente al titolo di categoria della promozione Invicta FC nel 2013 venendo sconfitta da Carla Esparza.
Ha preso parte anche alla 20-esima stagione del reality show The Ultimate Fighter.
Grazie al suo look stravagante, alla sua forte personalità, ai suoi sforzi in fatto di promozione sui social network e alla spettacolarità dei suoi incontri in breve tempo Bec è divenuta una delle più popolari e amate lottatrici di MMA del mondo.
È stata premiata Favourite Female Fighter ai Women's Mixed Martial Arts Awards nel 2012 come la lottatrice preferita dai fan di WMMA superando il volto femminile dell'UFC Ronda Rousey di ben 70 voti.

## Caratteristiche tecniche
Bec inizia a praticare sport da combattimento solamente nel 2010 e quindi intraprende subito il suo percorso nelle MMA senza alcun precedente background in altri sport simili.
Atletica e di grosse dimensioni per i pesi paglia, Bec è nota per il suo stile aggressivo e il suo notevole cardio, tant'è che generalmente rende meglio negli ultimi round di una sfida.
Ha solide basi in tutti gli aspetti delle arti marziali miste, vantando uno striking grezzo ma potente e un buon uso di tecniche di sottomissione.
Seppur migliorando continuamente sotto l'aspetto tecnico Bec ha il suo tallone d'Achille nella difesa dai takedown, lacuna che ha inciso moltissimo nelle sue sconfitte in Invicta FC.

## Carriera nelle arti marziali miste

### Inizi
Rebecca Rawlings, nata e cresciuta in Tasmania, inizia fin da piccola a praticare vari sport, ma successivamente abbandona le pratiche agonistiche per mancanza di motivazioni.
Per far fronte alla preoccupante obesità che la colpiva riprende solo nel 2010 iniziando a praticare arti marziali miste grazie ai consigli del marito Dan Hyatt, un professionista delle MMA dal 2009.
Esordisce come professionista nell'ottobre 2011 a soli 10 mesi dalla nascita del suo secondo figlio Enson: a causa delle poche opportunità che la Tasmania poteva offrire in fatto di incontri di MMA femminili Bec fu costretta a confrontarsi in un incontro di pesi gallo, finendo KO contro la più grossa avversaria Rhiannon Thompson.
Il 2012 fu l'anno dell'ascesa di Bec Hyatt che grazie alla sua notevole abilità nel farsi promuovere e notare ottenne la possibilità di lottare nella divisione dei pesi paglia, categoria di peso nella quale può far valere tutta la sua potenza atletica, e ottiene quattro successi consecutivi con tre differenti finalizzazioni, ripulendo di fatto la divisione da possibili altri contendenti a livello nazionale.

### Invicta Fighting Championships
Nel novembre 2012 si unisce alla divisione dei pesi paglia nella neonata organizzazione statunitense Invicta FC, promozione solamente femminile che puntava a diventare la lega di riferimento delle WMMA e che notò il potenziale sportivo e mediatico della giovane star australiana.
L'esordio era previsto nel gennaio 2013 contro la forte thaiboxer scozzese Joanne Calderwood, numero 8 dei ranking, mentre il main event della serata doveva essere la sfida per il titolo di categoria tra Carla Esparza e Ayaka Hamasaki: successivamente Hamasaki non poté competere per la cintura in quanto era impegnata nella difesa del titolo giapponese Jewels e la sostituta brasiliana Cláudia Gadelha diede forfait per infortunio, Joanne Calderwood si rifiutò di lottare per il titolo con così poco preavviso e così ad accettare la sfida titolata contro Esparza fu proprio Bec; l'evento divenne così Invicta FC 4: Esparza vs. Hyatt.
Il debutto coincise così con l'immediata sfida per il neonato titolo dei pesi paglia Invicta FC: la più esperta Carla Esparza, numero 4 dei ranking di categoria, fece valere la sua ottima lotta portando ripetutamente a terra Hyatt ed ottenendo una netta vittoria ai punti con tutti e tre i giudici di gara che le assegnarono un punteggio di 50–45, ma Bec mise comunque in grossa difficoltà la rivale statunitense e terminò l'incontro in una fase di ground and pound che avrebbe potuto premiare l'eccentrica lottatrice tasmana.
Nonostante la sconfitta la popolarità di Bec Hyatt negli Stati Uniti crebbe a dismisura e l'Invicta le diede spazio in tutti i successivi eventi.
In aprile si sbarazzò velocemente della thaiboxer serba-austriaca Jasminka Cive (record: 5-0) con una leva al braccio durante il primo round; proprio con la Cive Hyatt ebbe un pre-gara infuocato con parecchio trash-talking da ambo le parti.
In luglio affrontò la prodigiosa teenager giapponese Mizuki Inoue, precoce campionessa di MMA e shoot boxing e numero 10 dei ranking: Hyatt soffrì il veloce e tecnico striking della rivale e le sue proiezioni a terra nei primi due round, venendo sconfitta ai punti con tutti i giudici che diedero proprio le prime due riprese alla lottatrice asiatica; in seguito Hyatt riportò uno strappo al legamento collaterale mediale e dovette far fronte ad uno stop.

### Ultimate Fighting Championship
Nel dicembre 2013 la prestigiosa promozione UFC mise sotto contratto 11 lottatrici dei pesi paglia Invicta FC allo scopo di creare la nuova divisione femminile nella promozione e di lanciare una stagione del reality show The Ultimate Fighter incentrata su tali atlete: Bec fu tra le scelte di Dana White.
Dal gennaio 2014 in seguito alla separazione dal marito Bec tornò ad utilizzare il cognome di famiglia Rawlings.
Nelle prime settimane del reality show e prima del suo incontro di debutto nel torneo contro Justine Kish Bec ricevette notizia dall'Australia della morte del patrigno.
L'avversaria del primo turno Justine Kish s'infortunò e così la Rawlings affrontò l'ex compagna di squadra Tecia Torres venendo sconfitta per decisione unanime dei giudici di gara.
Non andò meglio il debutto ufficiale in UFC, in quanto Bec venne sconfitta ai punti dalla sfavorita Heather Jo Clark. Ad aprile del 2015 doveva affrontare la sud coreana Seo Hee Ham; tuttavia, il 10 aprile, quest'ultima subì un infortunio e venne sostituita da Lisa Ellis. Bec vinse per sottomissione al primo round connettendo con una rear-naked choke.
A luglio avrebbe dovuto affrontare la scozzese Joanne Calderwood. Tuttavia, il 10 luglio, subì un infortunio e non potendo prendere parte all'incontro venne sostituita da Cortney Casey-Sanchez.
Il match con la Ham si tenne finalmente il 20 marzo 2016 all'evento UFC Fight Night: Hunt vs. Mir. La Rawlings vinse l'incontro per decisione unanime.
Il 27 agosto affrontò invece Paige VanZant, perdendo l'incontro per KO tecnico a 17 secondi dall'inizio della seconda ripresa, venendo colpita in volto con uno straordinario calcio fintanto in salto.

### Risultati nelle arti marziali miste
Gli incontri segnati su sfondo grigio si riferiscono ad incontri di esibizione non ufficiali o comunque non validi per essere integrati nel record da professionista.
| Risultato | Record | Avversario         | Metodo                           | Evento                           | Data             | Round | Tempo | Città                        | Note                                       |
| --------- | ------ | ------------------ | -------------------------------- | -------------------------------- | ---------------- | ----- | ----- | ---------------------------- | ------------------------------------------ |
| Sconfitta | 7-5    | Paige VanZant      | KO Tecnico (switch kick e pugni) | UFC on Fox: Maia vs. Condit      | 27 agosto 2016   | 2     | 0:17  | Vancouver, Canada            |                                            |
| Vittoria  | 7-4    | Seohee Ham         | Decisione (unanime)              | UFC Fight Night: Hunt vs. Mir    | 20 marzo 2016    | 3     | 5:00  | Brisbane, Australia          |                                            |
| Vittoria  | 6-4    | Lisa Ellis         | Sottomissione (rear-naked choke) | UFC Fight Night: Miocic vs. Hunt | 10 maggio 2015   | 1     | 4:09  | Adelaide, Australia          |                                            |
| Sconfitta | 5-4    | Heather Jo Clark   | Decisione (unanime)              | The Ultimate Fighter 20 Finale   | 12 dicembre 2014 | 3     | 5:00  | Las Vegas, Stati Uniti       | Debutto in UFC                             |
| Sconfitta | NU     | Tecia Torres       | Decisione (unanime)              | The Ultimate Fighter 20          | 12 novembre 2014 | 2     | 5:00  | Las Vegas, Stati Uniti       | Torneo dei Pesi Paglia TUF 20, Primo turno |
| Sconfitta | 5–3    | Mizuki Inoue       | Decisione (unanime)              | Invicta FC 6: Coenen vs. Cyborg  | 13 luglio 2013   | 3     | 5:00  | Kansas City, MO, Stati Uniti |                                            |
| Vittoria  | 5–2    | Jasminka Cive      | Sottomissione (armbar)           | Invicta FC 5: Penne vs. Waterson | 5 aprile 2013    | 1     | 3:30  | Kansas City, MO, Stati Uniti |                                            |
| Sconfitta | 4–2    | Carla Esparza      | Decisione (unanime)              | Invicta FC 4: Esparza vs. Hyatt  | 5 gennaio 2013   | 5     | 5:00  | Kansas City, KS, Stati Uniti | Per il titolo dei Pesi Paglia Invicta FC   |
| Vittoria  | 4–1    | Christina Tatnell  | KO Tecnico (pugni)               | Nitro MMA: Nitro 7               | 20 ottobre 2012  | 1     | 0:37  | Brisbane, Australia          |                                            |
| Vittoria  | 3–1    | Rachel Sheridan    | Decisione (maggioranza)          | Valor Fight 1: Resolution        | 9 giugno 2012    | 3     | 3:00  | Launceston, Australia        |                                            |
| Vittoria  | 2–1    | Daniela Marjanovic | Sottomissione (rear naked choke) | Australian FC 3                  | 14 aprile 2012   | 1     | 0:21  | Melbourne, Australia         |                                            |
| Vittoria  | 1–1    | Sarah Morrison     | Sottomissione (armbar)           | Brace For War 14                 | 18 febbraio 2012 | 2     | 1:30  | Canberra, Australia          |                                            |
| Sconfitta | 0–1    | Rhiannon Thompson  | KO (calcio alla testa)           | Brace For War 12                 | 5 ottobre 2011   | 1     | 2:30  | Hobart, Australia            | Incontro di Pesi Gallo                     |

## Curiosità
- Bec ha due figli maschi, Zake ed Enson: quest'ultimo è stato battezzato così in onore del lottatore di MMA Enson Inoue.
- Bec divorziò dal marito Dan Hyatt nel 2013, e nei mesi successivi fece sapere pubblicamente di essere stata vittima per anni di violenze domestiche da parte dell'ex compagno[4]; lo stesso Dan "The Riot" Hyatt è un atleta professionista di MMA attivo prevalentemente nei circuiti australiani[5]. Nel gennaio 2014 avviò la procedura necessaria per riottenere il cognome di famiglia, cognome che iniziò subito ad adottare in tutti i media.
- Bec in ogni suo incontro negli Stati Uniti fa il suo ingresso portando sulle spalle una bandiera dell'Australia, e anche le sue divise personalizzate recano diversi riferimenti alla sua nazione di provenienza.